# Plano Chicago
O Plano Chicago foi uma coleção de reformas bancárias sugeridas por economistas da Universidade de Chicago (notadamente Irving Fischer) na esteira da Grande Depressão. A proposta previa a separação das funções monetária e de crédito do sistema bancário, em um esquema frequentemente denominado "banco estreito" ou "sistema bancário de reserva total".
O cerne do plano de Chicago era substituir o sistema de reservas fracionárias, insistindo que os bancos sempre mantivessem ativos líquidos suficientes para cobrir 100% de seus empréstimos, eliminando assim qualquer risco de corridas bancárias.  Os bancos não seriam capazes de criar dinheiro e afetar a oferta de dinheiro eles próprios: como Irving Fisher colocou em 1936, os bancos estariam livres para emprestar dinheiro "desde que agora não lhes permitissem mais fabricar o dinheiro que emprestam ... Resumindo: nacionalizar o dinheiro, mas não nacionalizar os bancos”.

## História

### Origens (1933)
Um memorando de seis páginas sobre a reforma bancária foi distribuído de forma limitada e confidencial para cerca de quarenta indivíduos em 16 de março de 1933.  O plano foi apoiado por notáveis economistas como Frank H. Knight, Paul H. Douglas e Henry C. Simons,  bem como por Lloyd W. Mints, Henry Schultz, Garfield V. Cox, Aaron Director e Albert G. Hart.
Entre março e novembro de 1933, os economistas de Chicago receberam comentários de várias pessoas sobre sua proposta e, em novembro de 1933, outro memorando foi preparado. O memorando foi expandido para treze páginas; havia um memorando suplementar sobre "Long-time Objectives of Monetary Management" (sete páginas) e um apêndice intitulado "Banking and Business Cycles" (seis páginas).
Esses memorandos geraram muito interesse e discussão entre os legisladores. No entanto, as reformas sugeridas, como a imposição de 100% de reservas sobre os depósitos à vista, foram arquivadas e substituídas por medidas menos drásticas. O Banking Act de 1935 institucionalizou o seguro federal de depósitos e a separação dos bancos comerciais e de investimentos. Ele restaurou com sucesso a confiança do público no sistema bancário e encerrou a discussão sobre a reforma bancária.

### A Program for Monetary Reform (1939)
Quando os Estados Unidos entraram na recessão de 1937-1938, isso gerou uma discussão renovada dos elementos-chave do plano de Chicago e, em julho de 1939, uma nova proposta foi elaborada, intitulada A Program for Monetary Reform. O rascunho do documento foi atribuído em sua capa a seis economistas americanos: Paul H. Douglas, Irving Fisher, Frank D. Graham, Earl J. Hamilton, Wilford I. King e Charles R. Whittlesey. Afirmou que 235 economistas de 157 universidades e faculdades expressaram aprovação do projeto com mais 40 o "aprovaram com reservas" e "43 expressaram desaprovação."
A proposta nunca foi publicada. Uma cópia do jornal foi aparentemente preservada na biblioteca de uma faculdade. Cópias do artigo, carimbado no final da primeira e última páginas, "LIBRARY – COLORADO STATE COLLEGE OF A. & M. A. – FORT COLLINS COLORADO" foram distribuídas na 5ª Conferência Anual de Reforma Monetária do Instituto Monetário Americano (2009) e as imagens foram digitalizadas para exibição na internet.
O Plano Chicago foi submetido ao Governo, mas não resultou em qualquer nova legislação.

### Plano Chicago revisitado do FMI em (2012)
Em agosto de 2012, a proposta recebeu atenção renovada depois que o Fundo Monetário Internacional (FMI) publicou um documento de trabalho de Jaromir Benes e Michael Kumhof. No artigo, os autores atualizaram a proposta original do Plano Chicago para se adequar à economia de hoje. Eles concluem que as vantagens de tal sistema, segundo os autores, são uma economia mais equilibrada sem os booms e quebras do sistema atual, a eliminação da corridas aos bancos e uma redução drástica da dívida pública e privada. Os autores baseiam-se na teoria econômica e em exemplos históricos, e afirmam que a inflação, de acordo com seus cálculos, seria muito baixa.
Questionada sobre o papel em 2019, Christine Lagarde, (diretora-gerente do FMI quando o jornal foi publicado), disse que não estava convencida de "que eliminar o papel dos bancos privados no fornecimento de dinheiro 'amplo' seja uma boa ideia".